# Абаго
Абаго (адыг. Абагъуэ) — горная вершина в Республике Адыгея, находится в пределах Кавказского государственного биосферного заповедника в левых истоках реки Молчепа.

## География
Абаго — горная вершина и хребет в Республике Адыгея, находится в 12 км на юг от посёлка Гузерипль (долина реки Белой). Высота — 2689 м. Такое же название имеет и пастбище в верховьях Молчепы.

### Ороним
В основе названия оронима лежат два элемента: Ӏэ — «домашний скот» и бэгъу — «умножаться», то есть «место, где умножается домашний скот» (адыг.).